# マスター・ファイブの秘密
『マスター・ファイブの秘密』(Secrets of the Furious Five)は、2008年に公開されたCGアニメ『カンフー・パンダ』のスピンオフ作品である。2009年6月26日に日本版DVDがリリースされた。

## あらすじ
師匠のシーフー老師に連れられ、新たな修行へと向かうポー。しかし、そのたどり着いた場所は…。

## キャスト
- ポー（英語版）(ジャイアントパンダ)：ジャック・ブラック(日本語吹き替え：山口達也)(当時TOKIO)
- シーフー老師(レッサーパンダ)：ダスティン・ホフマン(日本語吹き替え：笹野高史)
- ウーグウェイ導師(ゾウガメ)：ランダル・ダク・キム(日本語吹き替え：富田耕生)
- ヒツジ先生：キャロル・ケイン(日本語吹き替え：竹村叔子)
- マスターモンキー(猿)：ジェイシー・チェン(日本語吹き替え：石丸博也)
- マスターツル：デイヴィッド・クロス(日本語吹き替え：真殿光昭)
- マスターカマキリ：マックス・コッチ(日本語吹き替え：桐本琢也)
- マスタータイガー(トラ)：タラ・ストロング(日本語吹き替え：)

## スタッフ
- 監督：ロマン・ヒュイ
- 製作：カレン・フォスター
- 製作総指揮：メリッサ・コブ
- 脚本：ポール・マケヴォイ、トッド・バーガー
- 作曲：ヘンリー・ジャックマン、ハンス・ジマー、ジョン・パウエル
- 字幕翻訳：須永珠生
- 吹替翻訳：小寺陽子
- 吹替演出：清水洋史